# Céladon
Pour les articles homonymes, voir Celadon (homonymie).
 (mai 2023).
Si vous disposez d'ouvrages ou d'articles de référence ou si vous connaissez des sites web de qualité traitant du thème abordé ici, merci de compléter l'article en donnant les références utiles à sa vérifiabilité et en les liant à la section « Notes et références ».
Le céladon (en chinois : qingci 青瓷, littéralement « porcelaine verte ») est un type de céramique apparu en Chine, au Zhejiang sous les Han de l'Est.  Aux IIIe et IVe siècles, cette technique se répand au Jiangsu, au Hubei, au Hunan et au Jiangxi. Elle est courante en Chine du Nord et du Sud à partir du VIIe siècle, et reste dominante jusqu'au XIIIe siècle. Les céladons des fours de Yaozhou (en), produits sous les Song du Nord (960-1127), sont exportés en Corée, au Japon, en Arabie, à Oman, en Égypte et jusqu'en Tanzanie.

## Origine du mot
Dans son roman pastoral L'Astrée, paru en 1610, Honoré d'Urfé écrit que le berger Céladon porte des rubans verts. En ce même début du XVIIe siècle, les produits qingci des ateliers chinois de Longquan gagnent en popularité en France. Leur couleur rappelle aux lecteurs de  L'Astrée le vert des vêtements de Céladon. Cette association reste, et sera reprise dans d'autres langues.

## Technique et décor
La couleur bleu-vert du céladon provient d'une petite quantité d'oxyde de fer à l'état ferreux incluse dans la glaçure (l'émail) au moment de la cuisson en réduction (avec une entrée d'oxygène limitée). Une cuisson oxydante (avec une plus grande arrivée d'air) transforme le fer ferreux en fer ferrique (identique à celui contenu dans la rouille) et donne une couleur brun jaune à la glaçure. Il arrive que pendant le refroidissement, le four se réoxygène, et quelques vases présentent les deux couleurs.
En Corée, les potiers du royaume de Goryeo (918–1392) ont aussi utilisé l'incrustation de décor à l'engobe noir ou blanc, déposé dans les incisions faites dans l'argile encore humide et dont le surplus est essuyé. Cette technique donne un effet proche de la marqueterie. La glaçure rouge est obtenue grâce à un oxyde de cuivre. Pendant la période Chosŏn on vit apparaître une glaçure grise à la cendre. Les céladons sont généralement monochromes, parfois non décorés, mais le plus souvent ornés de motifs simples et finement mis en relief. La grue, oiseau symbole de longévité et de bonheur, est fréquemment représentée sur les céladons coréens.

## Histoire

En Chine
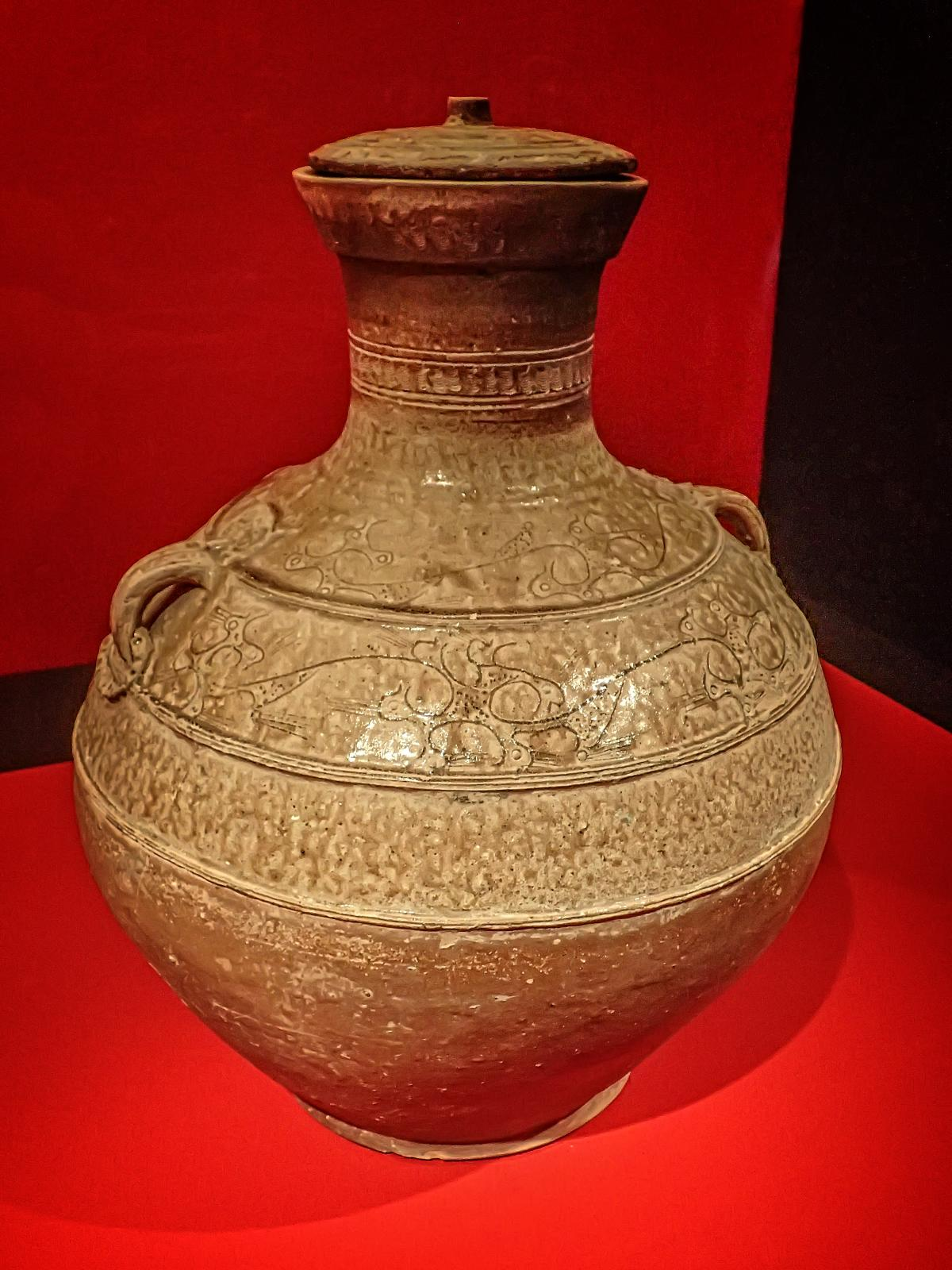
Jarre à vin. Grès à glaçure de cendres verdâtre. Région de Yue, Monts Yandai, Yizheng, Jiangsu. Han de l'Ouest, Ier siècle av. J.-C.
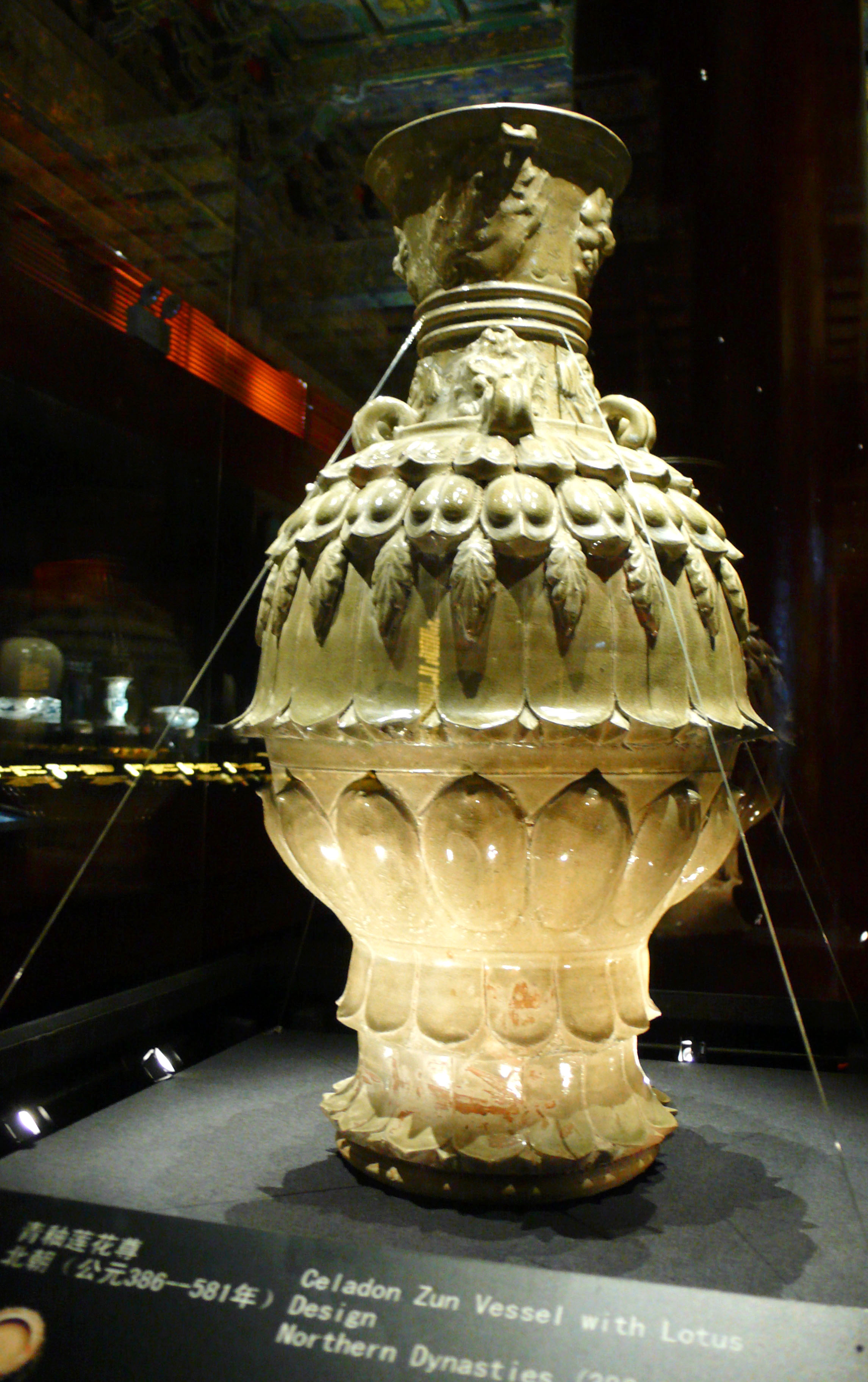
Vase Zun à motif de lotus, couverte céladon. Dynasties du Nord, 386-581
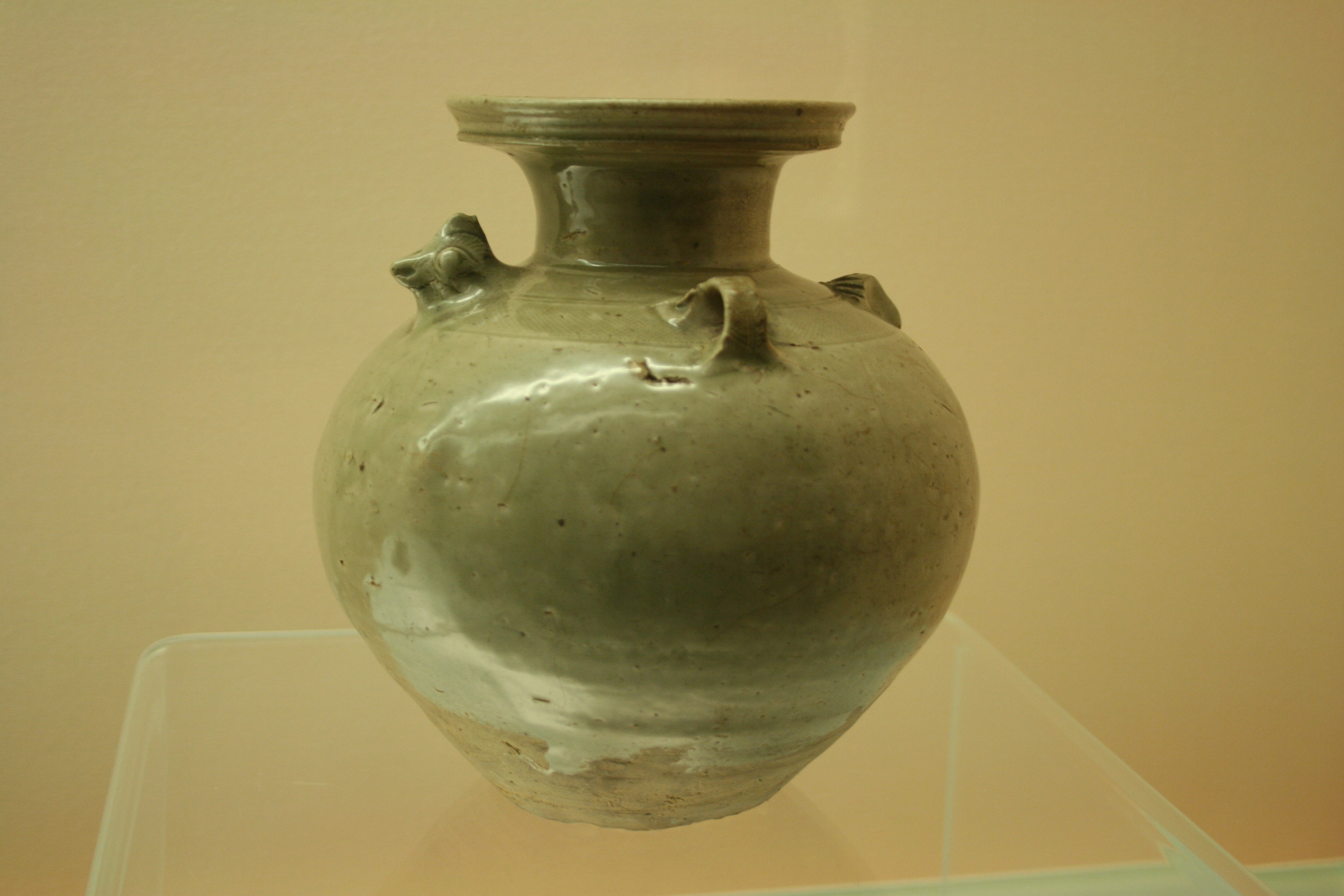
Aiguière. Céladon. Dynastie Jin de l'Ouest. Musée de Shanghai
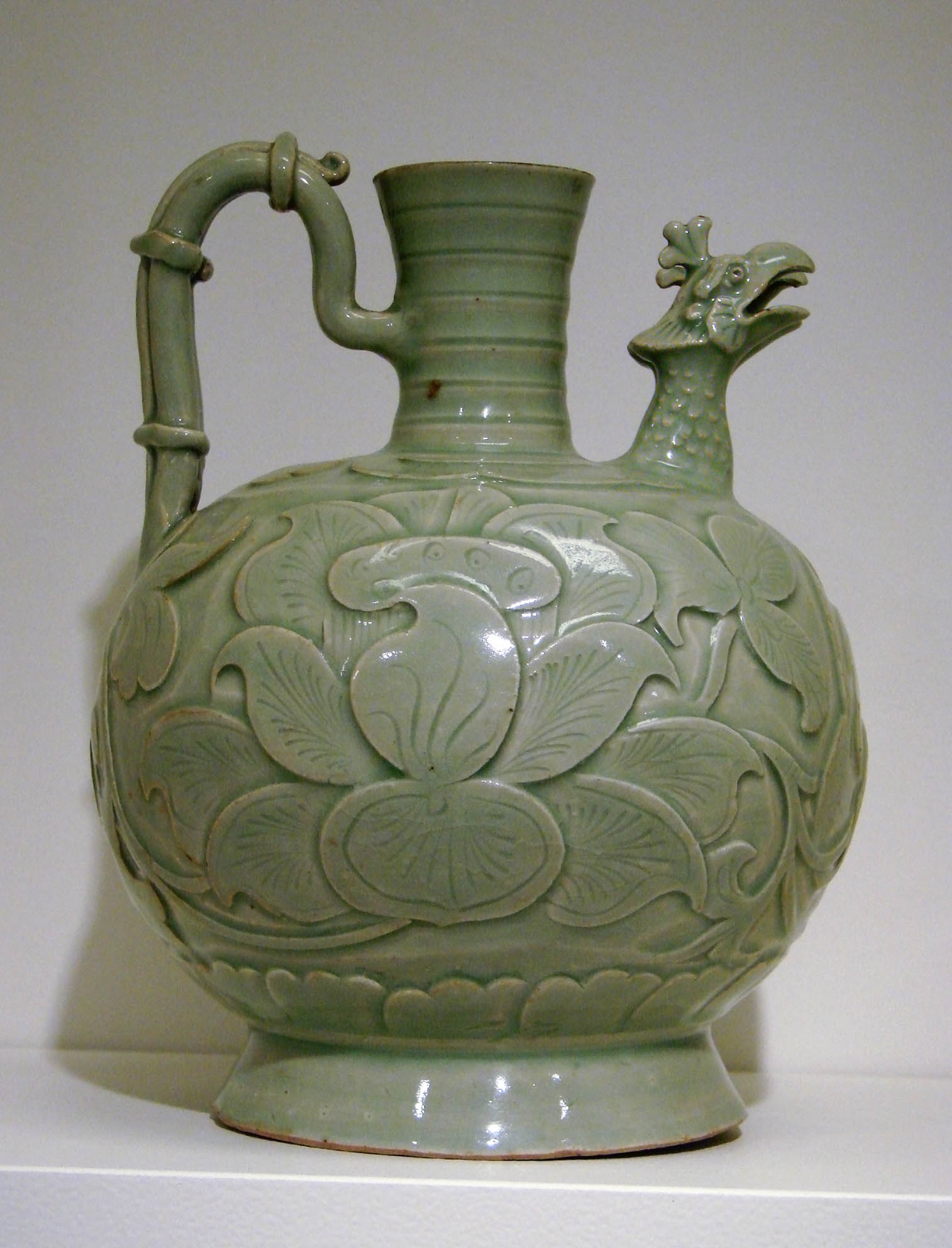
Verseuse à double bec, Grès gris à couverte céladon Yaozhou, décor modelé et gravé. Fin Cinq Dynasties / déb. Song. Musée Guimet
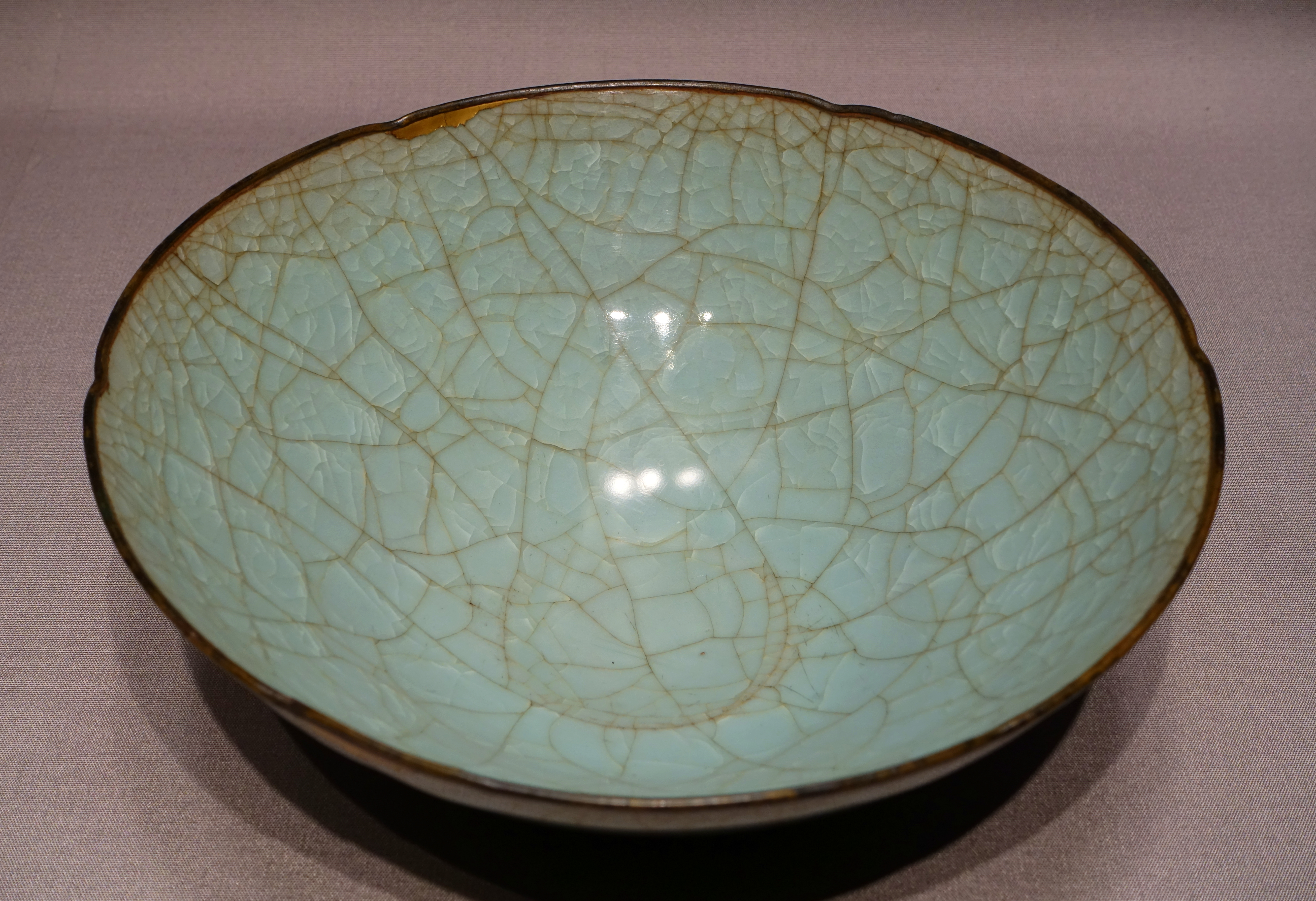
Bol à couverte céladon. Song du Sud. Musée national de Tokyo

En Corée
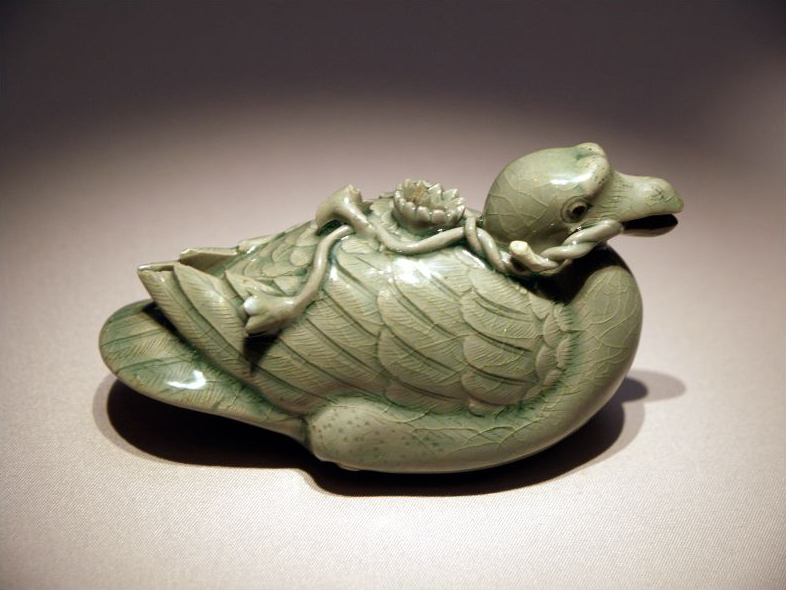
Figurine à couverte céladon en forme de canard, Musée national de Corée.
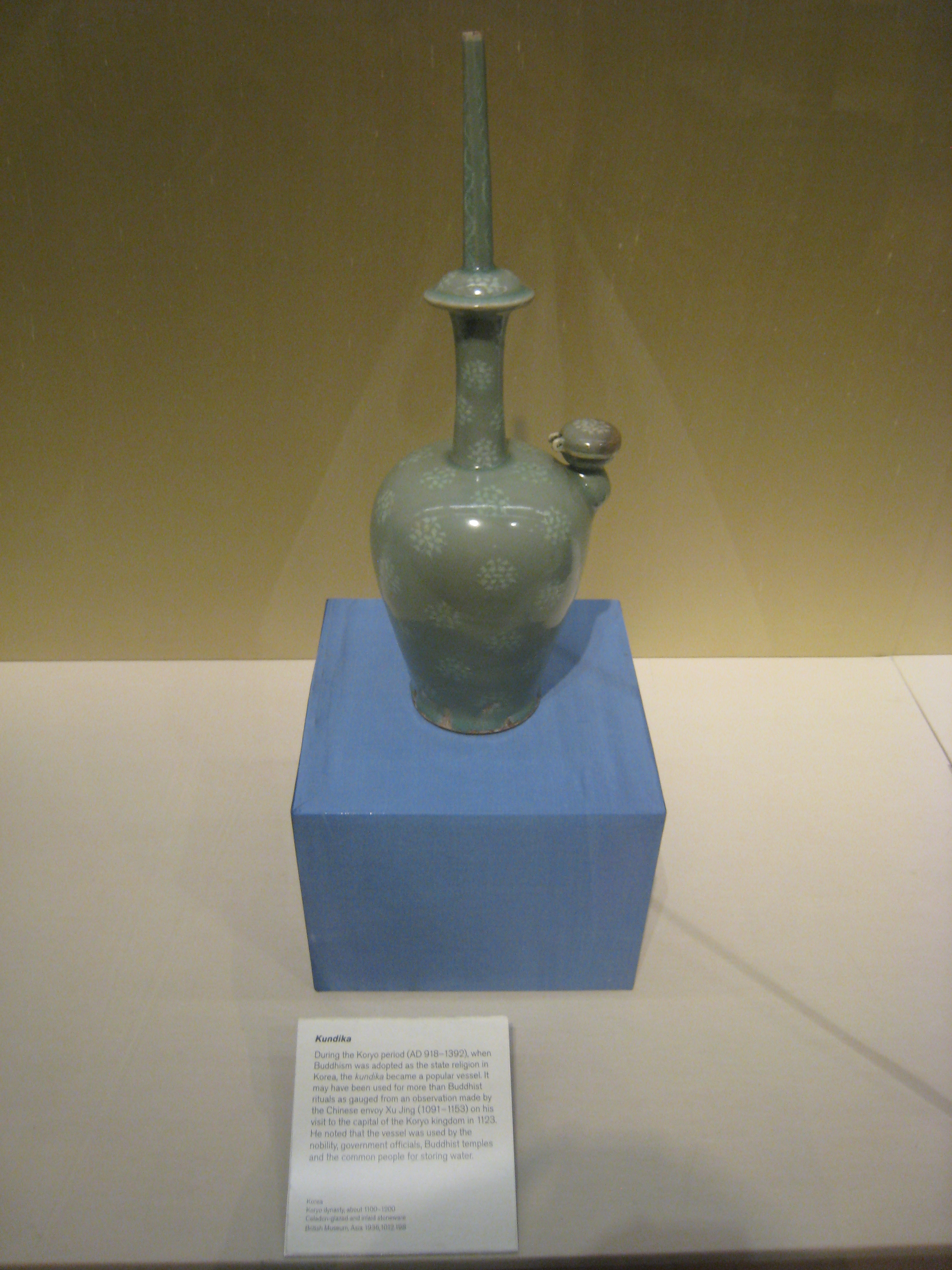
Kundika (vase rituel bouddhiste) en céladon de la période Koryŏ (Corée). Photographie prise au British Museum.
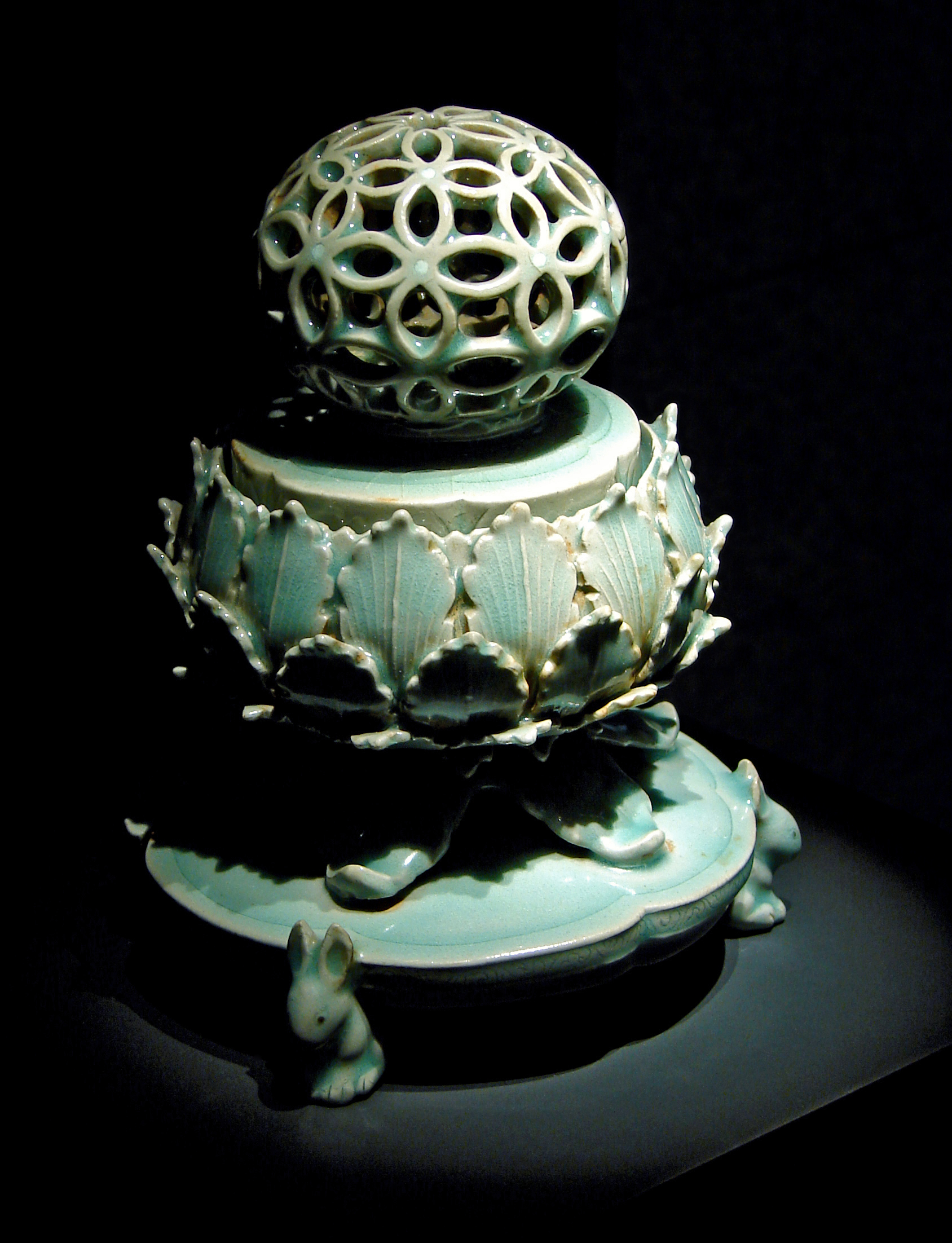
Objet en céladon, de la dynastie Goryeo, servant à recueillir les cendres royales (pièce du trésor national de Corée du Sud).
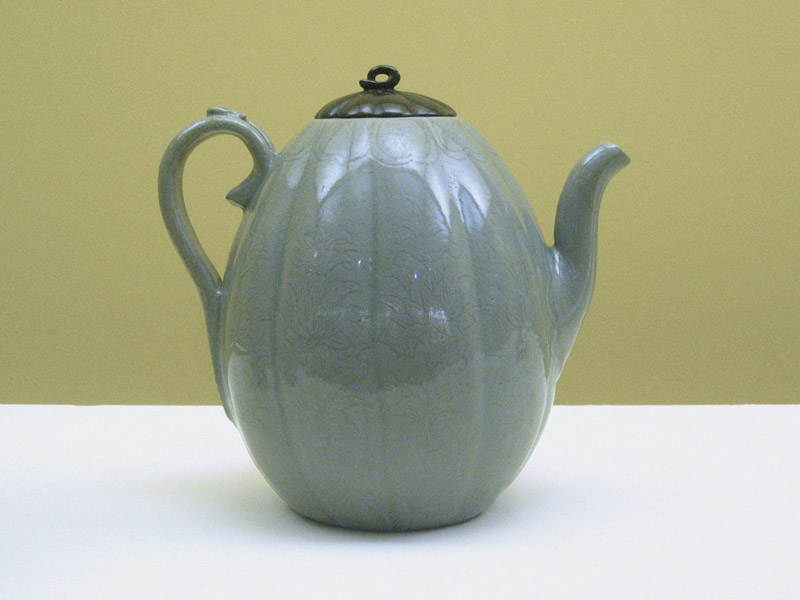
Verseuse à couverte céladon, Goryeo. Musée de Brooklyn
Vase Céladon Goryeo décoré de grues (pièce du trésor national de Corée du Sud.)

Le céladon est inventé par les potiers chinois de la région de Yué au IIe siècle mais, déjà, vers 1250 av. J.-C., les cuissons de certains potiers coréens peuvent atteindre les 1 200 °C. Cette température permet d'obtenir une matière vitreuse, lorsque des cendres incandescentes de bois ou de végétaux retombent sur la surface des pièces, laissant apparaître un revêtement imperméable, translucide et brillant. Ce sont ces qualités qui, exploitées méthodiquement par les ingénieux artisans coréens, permirent peu à peu d'obtenir des teintes variant du brun au vert jaune.

### Les origines
Dès le XIe siècle av. J.-C. sont donc fabriqués des jarres et des pots, dont la facture est proche des bronzes rituels, pour accompagner les morts dans leurs tombes. Ces grès archaïques légèrement ocrés, montrent de nombreuses zébrures vitrifiées. Cette nouvelle technique est affinée par les artisans de la province du Zhejiang.
Selon les époques, le revêtement fut créé avec des cendres de bois sèches, ou un mélange de cendres humides et d'argile saupoudré à travers un tamis. Plus tard, une mixture de cendres et d'argile liquide fut étalée à l'aide d'un pinceau. L'expérience des potiers leur permit de constater que les fours en longueur étaient les plus efficaces. Construits à flanc de colline, à l'aide de briques d'argile réfractaire, ils furent nommés fours dragons.
Au VIIIe siècle, le revêtement est parfait, et les potiers de Yue sont particulièrement renommés pour leurs bols à thé dont les teintes produites s'accordent avec celles du breuvage favori des Chinois lettrés, qui les comparent à des « nuages verts saisis dans un tourbillon de glace. » Grâce aux lettrés, leur production pénètre jusqu'à la cour impériale.
La porcelaine coréenne au céladon apparaît au Xe siècle près d'Inchon. Dès l'an 1000, grâce à l'influence de la Chine et à de longues recherches, le céladon coréen atteint un haut degré de raffinement. Ses teintes bleutées le distinguent du céladon chinois. Les autres productions sont délaissées, et cette technique prévaut sur toutes les autres.

### L'âge d'or du céladon
En 1050, la technique de fabrication est arrivée à sa perfection et permet de produire de grandes séries d'objets aux formes pures, à l'émail profond et sans craquelures. Les décors sont incisés dans l'argile et sont soit abstraits (arabesques), soit utilisent des motifs floraux, ou des animaux (phénix), dénotant l'influence des Khitans.
L'âge d'or du céladon va s'étendre du XIe siècle au XIVe siècle porté, en Chine, par la dynastie des Song puis des Yuan. Les pièces fabriquées vont être de plus en plus destinées au seul plaisir de la contemplation, la couleur allant jusqu'au vert pâle, argenté, presque transparent. Les artisans chinois reproduisent des bronzes antiques pour lesquels ils abandonnent la couleur ocre pour un vert onctueux, poudré qui magnifie leurs chefs-d'œuvre, c'est la fameuse teinte dorénavant associée au mot céladon.
Dans les années 1150, le céladon au décor incrusté apparaît. Cette technique inventée en Corée permet d'orner les vases de nouveaux motifs réalistes : nuages, grues ; les petits objets (bouteilles à parfums, boîtes à onguents) sont ornées de fleurs. Le céladon est de plus en plus utilisé, et on couvre les palais royaux de tuiles en céladon. Les céladons rouge vif sont inventés à cette époque, mais plus appréciés en Chine. Influençant leurs confrères chinois, les potiers coréens atteignent alors un apogée dans leur art. Tant et si bien que les importations de céramique chinoise cessent tout à fait à cette époque.
La technique de décoration, sobre au XIIe siècle, commence à décliner avec les invasions mongoles (après 1231). À la fin du XIIIe siècle, les motifs deviennent moins variés, plus grossiers. Peu à peu, les céramistes coréens oublient les techniques de fabrication du céladon. Le céladon bleu-vert ne fut pas du tout produit du XIVe au XXe siècle.
Pendant la période Chosŏn, les potiers fabriquent toujours des céladons, mais ils ne sont plus aussi chatoyants, bleus ou gris, sans reflets vert-bleu, et les motifs décoratifs pauvres ou même austères, et parfois simplement appliqués à l'aide d'un sceau.

## Aviculture
Les œufs de Caille Céladon sont pondus par une certaine souche de Caille du Japon (Coturnix japonica) qui portent en elles un gène récessif « relativement » rare, identifié comme le gène «ce». Le gène «ce» est ce que l’on appelle un «gène autosomique récessif». Cela signifie que pour qu’elle ponde des œufs bleus, la femelle pondeuse doit posséder deux copies du gène «ce». Elle doit donc hériter de ce trait des deux parents.
Cette mutation est contrôlée par une transmission autosomique de ce gène récessif et est hypostatique vis-à-vis de la mutation de la coquille d’œuf blanche (we).La coquille d’œuf Céladon possède les pigments protoporphyrine et biliverdine, exactement comme la coquille d’œuf de type sauvage. Cependant, la quantité de protoporphyrine dans la coquille d’œuf céladon est beaucoup plus petite que dans la coquille d’œuf de type sauvage (5.6% comme celui du type sauvage). Le biliverdine contenu de la coquille d’œuf céladon est de 44% comme celui dans la coquille d’œuf de type sauvage.

## Dans la culture
- Le français appelle « vert céladon » le coloris propre à ces céramiques.
- « C'est vers onze heures du matin que le bleu des céladons, éclairé par les rayons du soleil, apparaît dans toute sa beauté. » (Miura Koheiji).
- L'Ensemble Céladon est un ensemble français consacré à la musique ancienne, fondé en 1999 par le contre-ténor Paulin Bündgen.